# Klara Schabbel
Klara Schabbel , née le 9 août 1894 à Berlin et morte le 5 août 1943 à Berlin-Plötzensee, est une communiste allemande et résistante au nazisme, membre du groupe Orchestre Rouge.

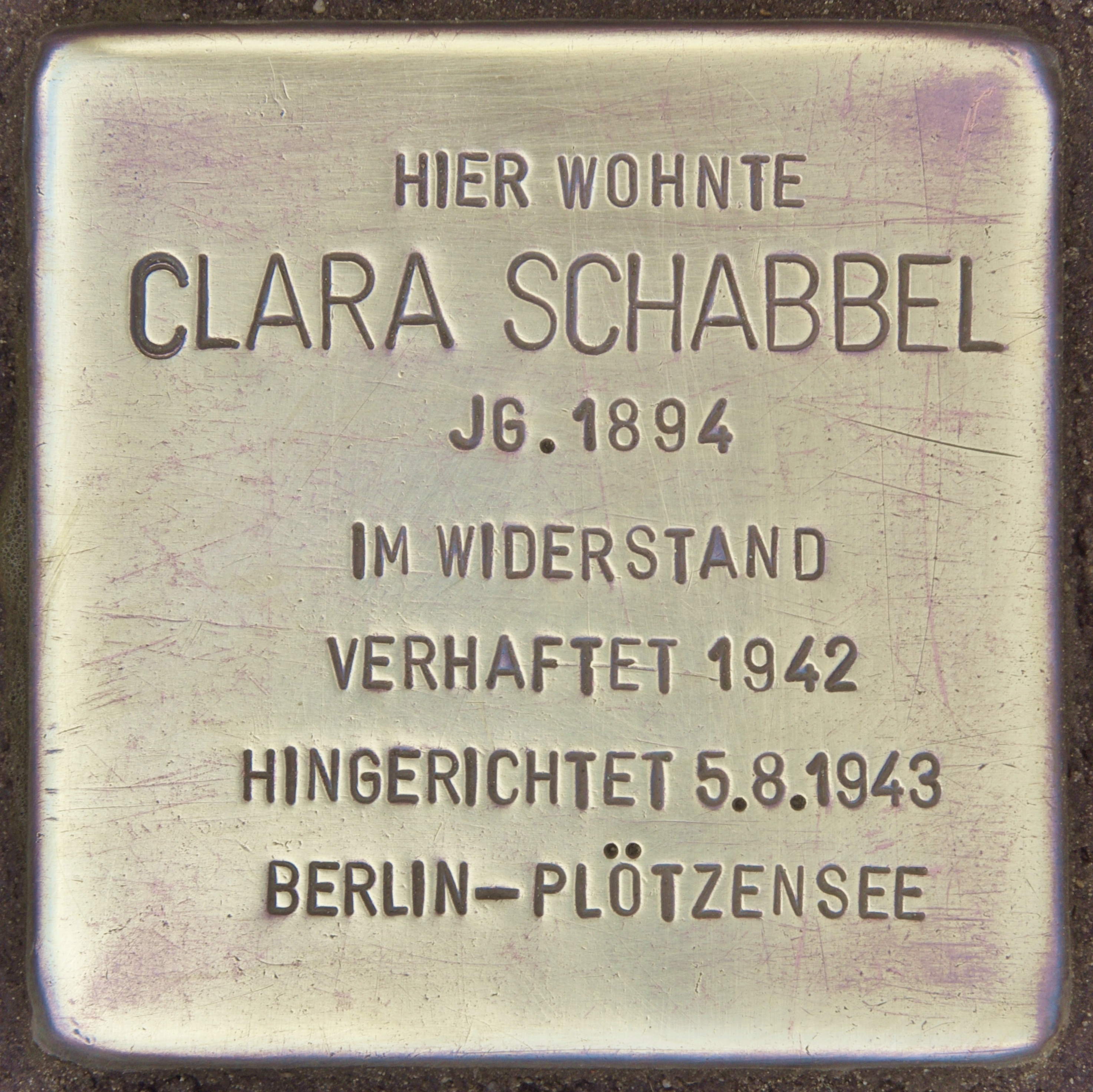
Stolperstein en hommage à Clara Schabbel.

## Biographie

### Jeunesse et formation
Klara Elisabeth Schabbel est née le 9 août 1894 à Berlin au 14 de la Landsberger Straße (près de l'actuelle place des Nations Unies 26). Ses parents sont Ludwig Schabbel, cordier, et Émilie Pauline Borchert,. Sa famille est sociale-démocrate. Après avoir fréquenté l'école primaire, elle travaille comme vendeuse, puis obtient un diplôme de sténographe.

### Engagement politique
Klara Schabbel fréquente dès 1912 la Jeunesse ouvrière socialiste et rejoint le Parti social-démocrate en 1914. Elle rejoint la Ligue Spartacus en 1918. Elle devient membre fondatrice du Parti communiste d'Allemagne (KPD) et de la Ligue des jeunes communistes d'Allemagne (KJVD), Durant les années 1920, elle travaille comme sténographe aux éditions Jugendinternationale, à Berlin. Elle rencontre Henry Robinson (1897-1944), directeur politique de la Ligue des jeunes communistes dans le district de la Ruhr, qui devient son partenaire. Ils ont un fils, Leo Schabbel, né le 17 octobre 1922,. 
De 1924 à 1926, Klara Schabbel travaille à Moscou comme sténographe pour l'Internationale de la Jeunesse Communiste et vit avec son fils à l'hôtel Lux,. Elle retourne ensuite à Berlin et, en 1928, s'installe à Hennigsdorf.
Pendant l'époque nazie, Klara Schabbel travaille chez AEG à Hennigsdorf.
Klara Schabbel appartient à l'appareil clandestin du Komintern à Berlin, mis en place dès avant 1933. Elle s'engage activement dans la résistance et participe au cercle de Harro Schulze-Boysen et Arvid Harnack, appelé plus tard Orchestre rouge.
Elle entretient, de ce fait, de nombreux liens avec des organisations de résistance d'autres pays. Elle soutient les travailleurs forcés étrangers.
Elle héberge des officiers de reconnaissance soviétiques et, en juin 1942, deux antifascistes allemands, Erna Eifler et Wilhelm Fellendorf, parachutés d'un avion soviétique derrière les lignes allemandes,.
Klara Schabbel est arrêtée, comme de nombreux membres du groupe Schulze-Boysen/Harnack, par la Gestapo en octobre 1942. 
Elle est condamnée à mort le 30 janvier 1943 par le Reichskriegsgericht et exécutée sur l'échafaud le 5 août à Plötzensee, le même jour que Hilde Coppi, Cato Bontjes van Beek, Liane Berkowitz, Ursula Goetze, Rose Schlösinger et Oda Schottmüller.
Son compagnon Henry Robinson est arrêté en France et exécuté en 1944. Leo Schabbel est incorporé et grièvement blessé sur le front russe, avant d’être arrêté par la Gestapo pour complicité avec des agents de la IIIe internationale. Il survit à la guerre. 

## Hommages

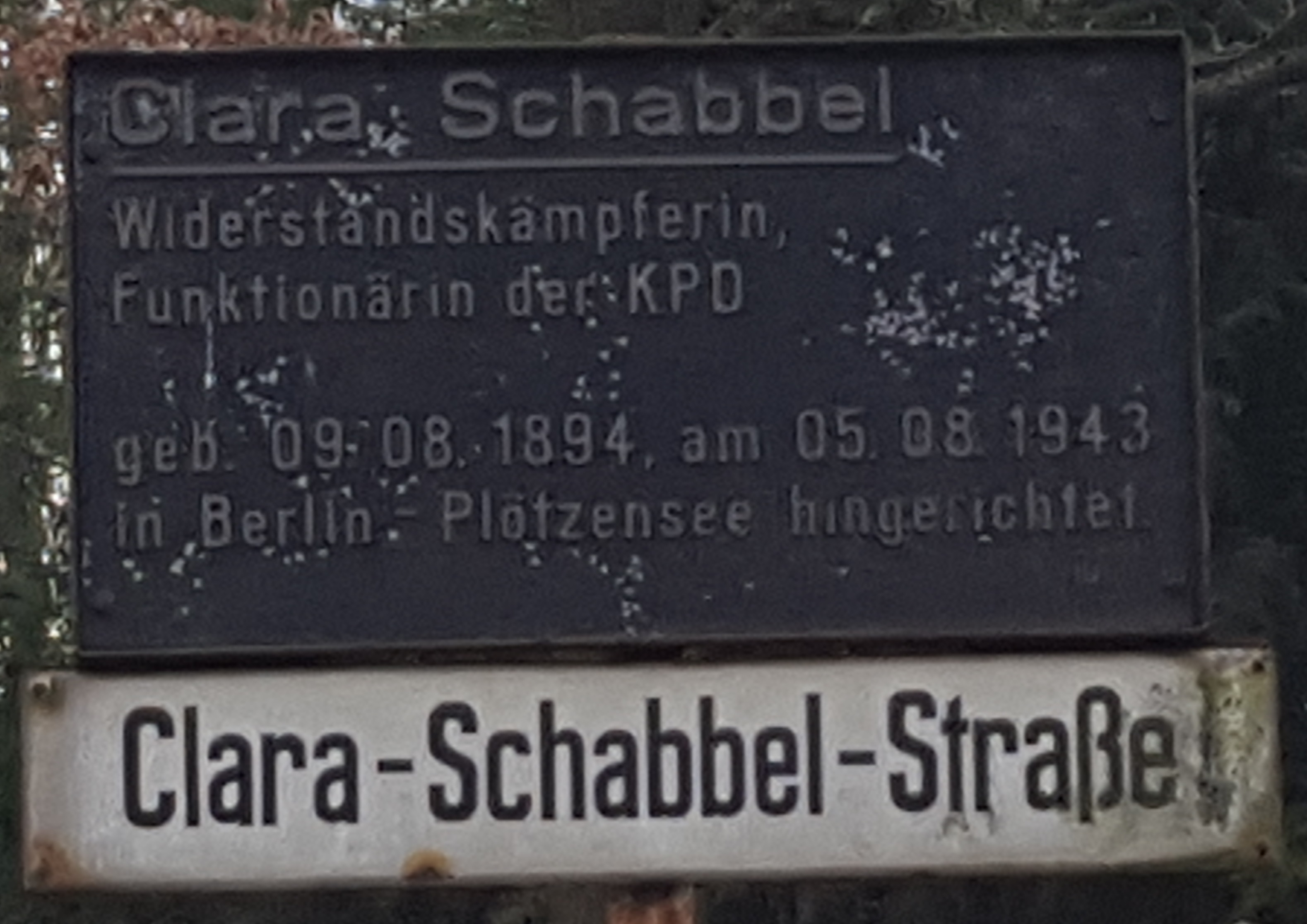
Plaque commémorative avec plaque de rue à Hennigsdorf.

- En 1969, Klara Schabbel est décorée à titre posthume de l'Ordre soviétique de la Seconde Guerre patriotique[5].
- Des rues portent son nom à Berlin-Biesdorf depuis 1976 et à Hennigsdorf, district d'Oberhavel (le prénom est orthographié "Clara").
- Des écoles portent son nom à Berlin-Prenzlauer Berg, à Berlin-Marzahn, à Hennigsdorf et un foyer pour enfants à Köpenick[6].
- En 1976, une plaque commémorative a été placée au 63 Conrad-Blenkle-Straße à Berlin-Prenzlauer Berg, la maison dans laquelle Klara Schabbel a longtemps vécu[7].
- Une plaque commémorative est apposée au croisement avec la Spandauer Allee.
- Dans le cimetière forestier de Hennigsdorf se trouve un mémorial pour les résistants au fascisme, dédié, entre autres, à Klara Schabbel.
- Depuis mai 2006, un Stolperstein devant la Clara-Schabbel-Straße 11 à Hennigsdorf rappelle son ancien lieu de résidence[2].